# Binghamton University (CDP, New York)
Binghamton University est une census-designated place du comté de Broome, dans l'État de New York, aux États-Unis. En 2020, elle compte une population de 7 261 habitants.